# Pelotas

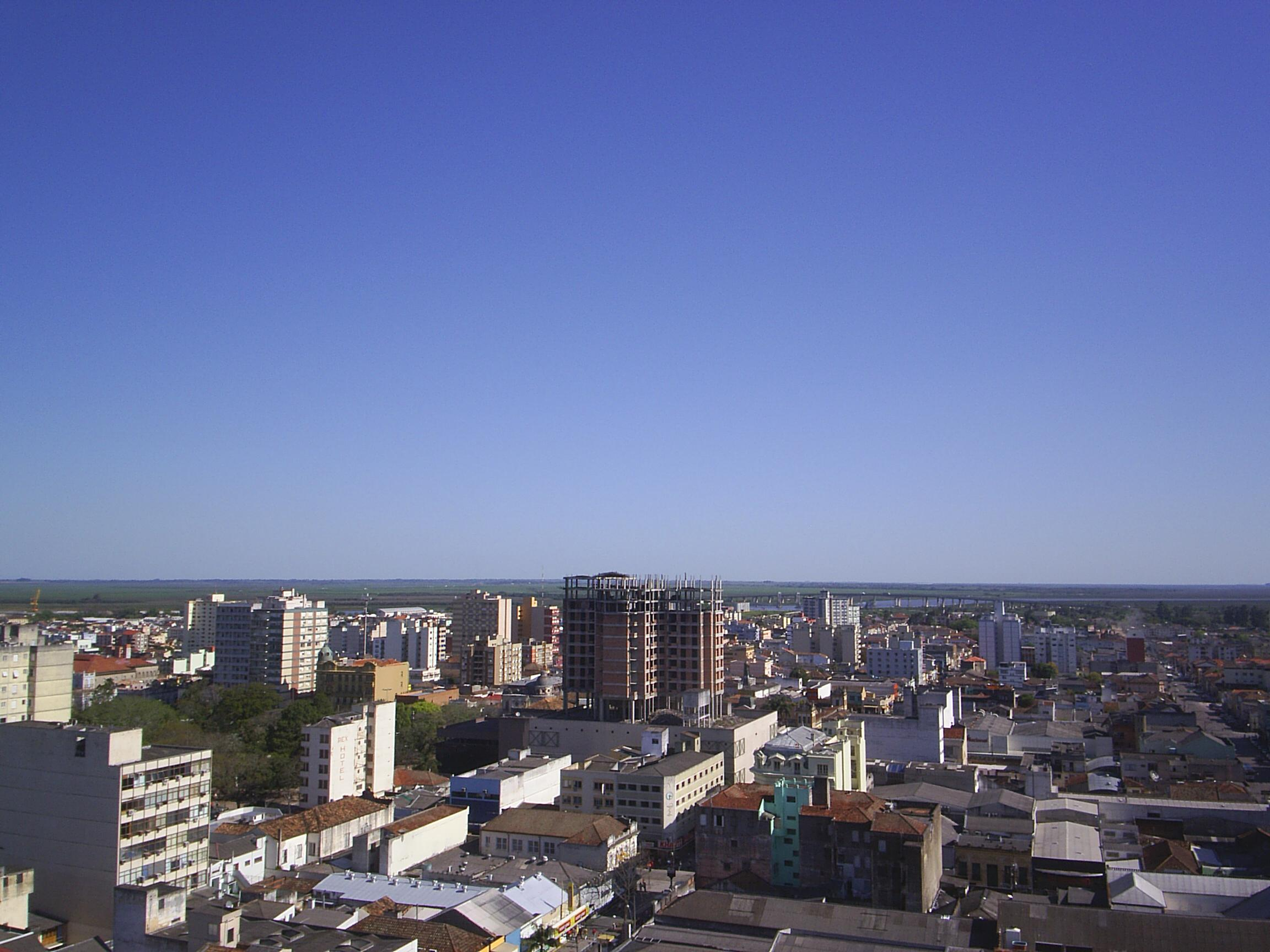
La ciutat de Pelotas.

Pelotas és una ciutat de l'estat brasiler de Rio Grande do Sul. La seva població era 350.358 habitants el 2007. La ciutat es troba a 250 km de Porto Alegre, capital de l'estat.
Pelotas és un municipi que forma part de la conca hidrogràfica del riu Camacuã. El municipi té una forta dedicació a l'agricultura. En la seva història econòmica destaca la producció de carn que era enviada per a tot el Brasil, i formava part de la riquesa de Pelotas en temps passats.